# Seton Dobutsuki
Seton Dobutsuki (яп. シートン動物記  Хроники животных Сетона) — японский аниме-сериал, выпущенный студией Eiken по мотивам рассказов канадского писателя Эрнеста Сетон-Томсона. Транслировался с 14 октября 1989 года по 22 декабря 1990 года. Всего было выпущено 45 серий аниме.

## Сюжет
Каждая серия основана на одном из рассказов писателя. В том числе «Бинго», «Медвежонок Джонни», «Чинк», «Снап. История бультерьера» и многие другие.